# Rezurekcja

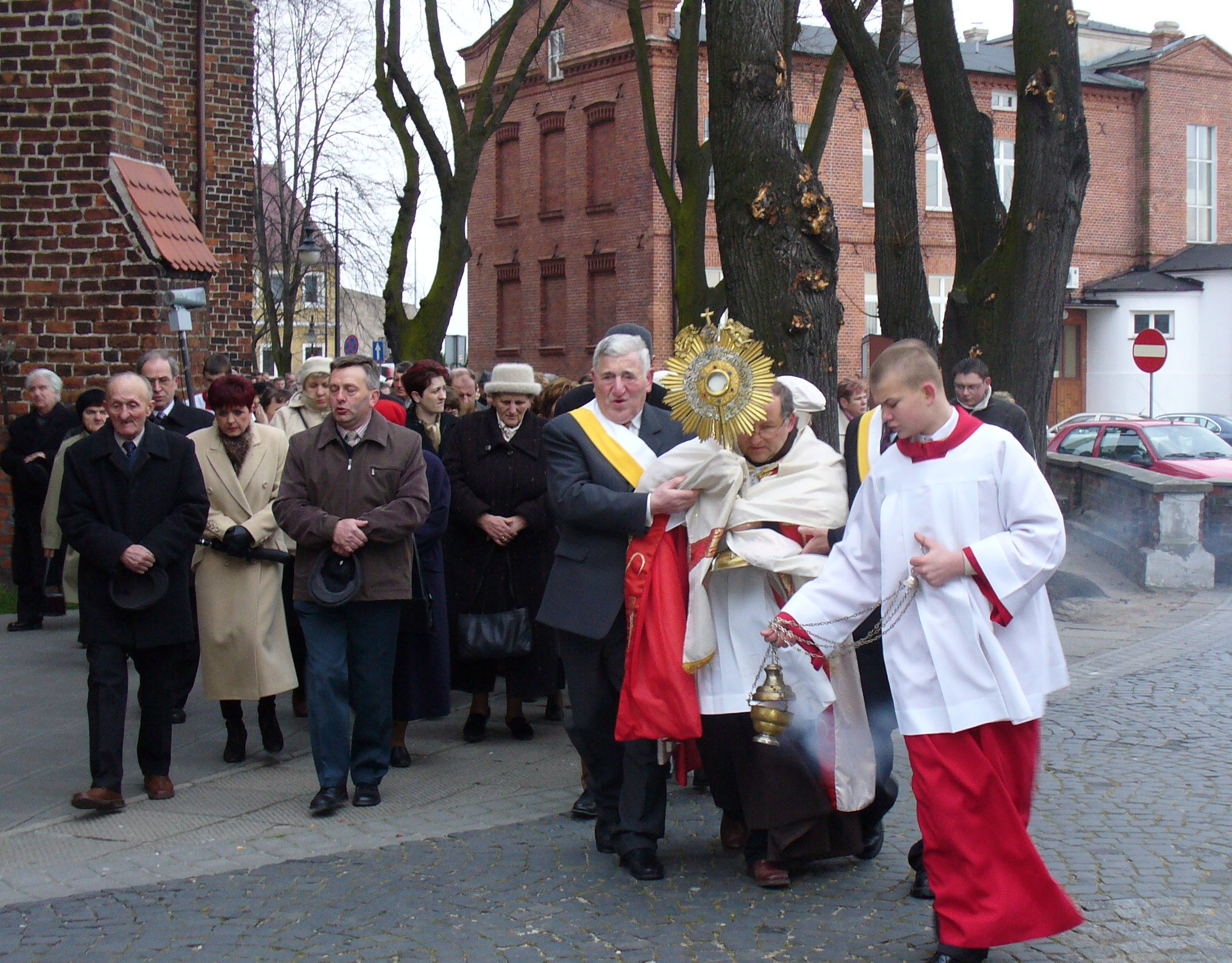
Procesja rezurekcyjna wokół kościoła Podwyższenia Świętego Krzyża w Kole

Rezurekcja (z łac. resurrectio – zmartwychwstanie) – procesja w Kościołach katolickich, odbywająca się w Wielkanoc, która jest ogłoszeniem zmartwychwstania Chrystusa i wezwaniem całego stworzenia do udziału w triumfie Zmartwychwstałego. Jeśli to możliwe, procesja wychodzi na zewnątrz i okrąża kościół raz lub trzy razy. W procesji obok hostii w monstrancji niesiony jest krzyż ze stułą koloru czerwonego (królewska purpura) oraz figura Jezusa Zmartwychwstałego. Może odbyć się na zakończenie Wigilii Paschalnej albo w poranek wielkanocny przed pierwszą Mszą Świętą. Musi się jednak zacząć nie później niż o świcie. 
W pierwszych wiekach chrześcijaństwa dbano o to, aby Wigilia Paschalna kończyła się po północy. Stąd też uroczysta procesja, wyrażająca radość ze zmartwychwstania Chrystusa odbywała się bezpośrednio po jej zakończeniu. Dopiero około V wieku, w niektórych Kościołach lokalnych zaczęła pojawiać się Eucharystia celebrowana w ciągu dnia, w Niedzielę Wielkanocną. W Polskiej tradycji kościoła katolickiego, procesja rezurekcyjna znana w obecnym kształcie upowszechniła się w XVII wieku. Od XVIII wieku, odbywała się ona na ziemiach polskich wyłącznie rano. Miało to związek z tym, że zaborcy zakazywali sprawowania uroczystej i hucznej procesji po zmroku, w czasie trwania godziny policyjnej. Do końca pierwszej dekady XXI wieku w niemal wszystkich polskich parafiach procesje rezurekcyjne odbywały się w niedzielny poranek Zmartwychwstania. Obecnie rezurekcja o świcie praktykowana jest wyłącznie w Polsce lub w niektórych parafiach i ośrodkach polonijnych, poza granicami kraju. Z roku na rok przybywa jednak w Polsce parafii, w których rezurekcja sprawowana jest bezpośrednio po zakończeniu Wigilii Paschalnej. W innych krajach, po przywróceniu w latach 50. XX wieku przez papieża Piusa XII sobotniej celebracji Zmartwychwstania Pańskiego, stopniowo w pełni powrócono do pierwotnej tradycji Kościoła, według której procesja rezurekcyjna odbywa się w sobotni wieczór.

## Obrzędy

### Procesja rezurekcyjna na zakończenie Wigilii Paschalnej
Odprawiając procesję na zakończenie Wigilii Paschalnej, opuszcza się kończące mszę pozdrowienie, błogosławieństwo i formułę pożegnania wiernych. Na zakończenie modlitwy po komunii diakon lub kapłan w towarzystwie asysty przenosi Najświętszy Sakrament do kaplicy adoracji zwanej na tę okazję grobem Pańskim. Po okadzeniu wykonywany jest uroczysty śpiew, a po nim pouczenie wiernych o znaczeniu procesji. Następnie kapłan bierze monstrancję i wyrusza procesja ze śpiewem Wesoły nam dzień lub Chrystus zmartwychwstan jest. Procesja okrąża kościół jeden lub trzy razy. Po powrocie do kościoła ustawia się krzyż i figurę Zmartwychwstałego obok ołtarza, a kapłan intonuje śpiew Te Deum. Następnie kapłan śpiewa Niebo i ziemia się cieszą. Alleluja, na co lud odpowiada Ze zmartwychwstania Twojego, Chryste. Alleluja, po czym następuje modlitwa, a po niej błogosławieństwo Najświętszym Sakramentem. Na zakończenie wykonuje się wielkanocną antyfonę do Najświętszej Maryi Panny (Regina Coeli).

### Procesja rezurekcyjna rano
Jeśli odprawia się procesję rano, to po zakończeniu Wigilii Paschalnej wystawia się Najświętszy Sakrament w celu adoracji. Monstrancja na ten czas nie jest ozdobiona welonem. W czasie adoracji nie śpiewa się pieśni ku czci Męki Pańskiej, można adorować w ciszy lub śpiewać pieśni wielkanocne i eucharystyczne. Dopuszcza się także odmawianie chwalebnej części różańca. O oznaczonej godzinie kapłan wraz z asystą udaje się do Grobu Pańskiego, a lud może śpiewać antyfonę na wejście lub inną pieśń na cześć Chrystusa Zmartwychwstałego. Po krótkiej adoracji i okadzeniu następuje pouczenie, jak w przypadku procesji na zakończenie Wigilii Paschalnej, i wyrusza procesja okrążająca kościół raz lub trzy razy. Po powrocie ustawia się krzyż i figurę Zmartwychwstałego obok ołtarza, a monstrancję na ołtarzu. Gdy wierni wrócą do kościoła, śpiewa się Przez Twoje święte zmartwychwstanie albo Przed tak wielkim Sakramentem. Następnie kapłan śpiewa Niebo i ziemia się cieszą. Alleluja na co lud odpowiada Ze zmartwychwstania Twojego, Chryste. Alleluja, po czym następuje modlitwa, a po niej błogosławieństwo Najświętszym Sakramentem. Najświętszy Sakrament chowa się do tabernakulum. We mszy następującej bezpośrednio po procesji nie wykonuje się śpiewu na wejście, opuszcza się także akt pokuty i Panie, zmiłuj się nad nami. Po krótkim wprowadzeniu do mszy śpiewa się Chwała na wysokości Bogu. Po rozdaniu komunii śpiewa się Te Deum.